# Râul Feții, Bistrița
Râul Feții este un afluent al râului Neagra Șarului. 